# Deopalpus torosus
Deopalpus torosus là một loài ruồi trong họ Tachinidae.